# Orologio marcatempo

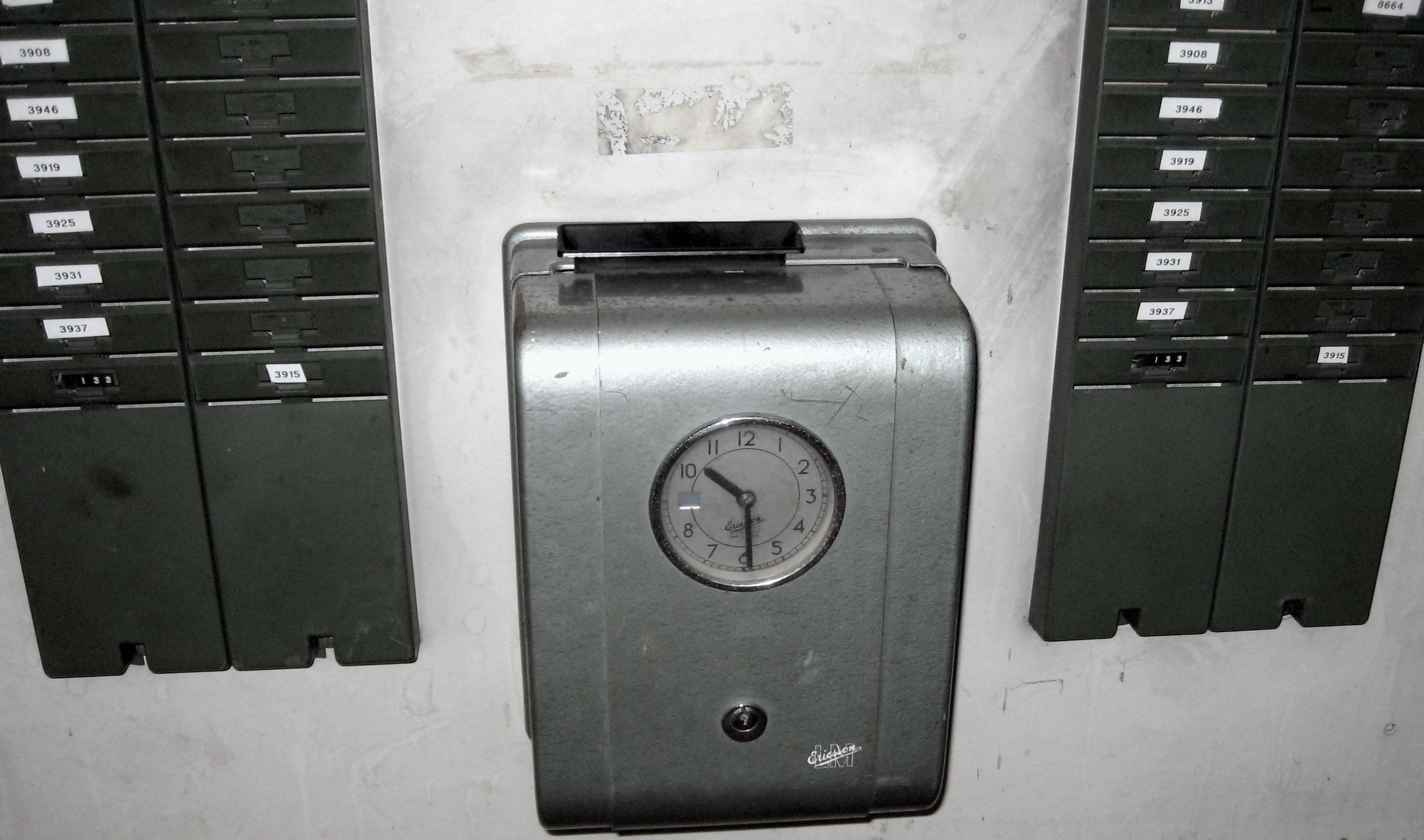
Un orologio marcatempo

Un orologio marcatempo, più comunemente "marcatempo" o anche "timbracartellini" è un particolare tipo di orologio in grado di stampare su appositi supporti, o comunque di rilevare in modo opportuno, l'orario di lavoro del personale lavoratore dipendente, sia in ambito pubblico che privato.

## Utilizzo nel mondo

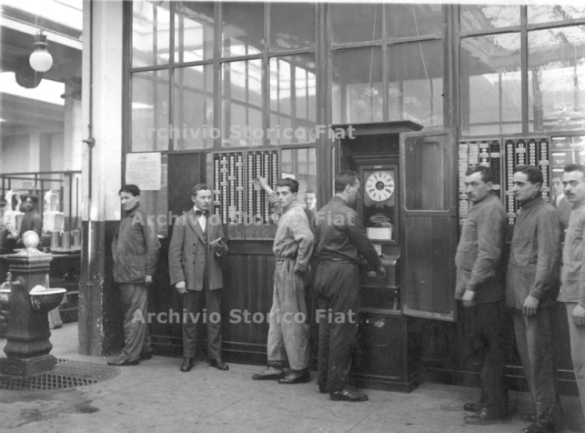
Stabilimento Fiat di corso Dante, ingresso dell'officina ricambi, orologio marcatempo, 1916

### Italia

#### Settore privato
Ai sensi della legge 20 maggio 1970, n. 300 l'adozione dell'orologio marcatempo, che rientrerebbe nella categorie di apparecchiature definite dall'art. 4 della citata norma come "impianti e le apparecchiature di controllo che siano richiesti da esigenze organizzative e produttive" può essere adottata soltanto previo accordo con le rappresentanze sindacali aziendali (RSA).
La legge 6 agosto 2008, n. 133, di conversione del decreto legge n. 112 del 25 giugno 2008, ha poi introdotto il cosiddetto Libro Unico del Lavoro (LUL) (art. 39). Tale disposizione stabilisce, tra l'altro, che tra gli elementi obbligatoriamente costituenti il LUL debba esserci anche un calendario delle presenze, da cui risulti, per ogni giorno, il numero di ore di lavoro effettuate da ciascun lavoratore subordinato, l'indicazione delle ore di straordinario, delle eventuali assenze dal lavoro, anche non retribuite, delle ferie e dei riposi.
Come poi ulteriormente precisato dalla circolare del Ministero del lavoro e della previdenza sociale n. 20/2008 è anche possibile elaborare, separatamente al libro unico, il calendario delle presenze. I datori di lavoro domestici sono espressamente esclusi dall'obbligo della tenuta del  Libro Unico del Lavoro, ai sensi all'articolo 39 della legge 133/2008.

#### Settore pubblico
L'utilizzo degli orologi marcatempo nella pubblica amministrazione italiana è stato esplicitamente previsto dalla legge 23 dicembre 1994, n. 724, ovverosia la legge finanziaria per l'anno 1995, che stabilisce all'articolo 22 comma 3: "L'orario di lavoro, comunque articolato, è accertato mediante forme di controlli obiettivi e di tipo automatizzato".
Inoltre il loro utilizzo risulta necessario, di fatto, per il pagamento ai lavoratori del cosiddetto straordinario: infatti la legge n. 244 del 24 dicembre 2007 (legge finanziaria 2008) stabilisce che Le Pubbliche Amministrazioni non possono erogare compensi per lavoro straordinario se non previa attivazione dei sistemi di rilevazione automatica delle presenze (art.3 comma 83). Ai sensi del d.lgs. 27 ottobre 2009, n. 150 l'alterazione dei sistemi di rilevamento della presenza o con altre modalità fraudolente costituisce ipotesi di licenziamento disciplinare.
Riguardo al comparto scuola, non esiste alcuna norma che prescriva esplicitamente l'utilizzo di marcatempo da parte del personale docente. Infatti, la circolare del Dipartimento della funzione pubblica n. 4797/92 del 20/10/1992 afferma che "La presente direttiva non è altresì applicabile, per il momento al comparto scuola limitatamente al settore educativo-formativo". Per effetto della predetta quindi il personale docente risulta non sanzionabile in caso di omessa timbratura, ed eventuali sanzioni comminate possono essere annullate dal giudice del lavoro.